# 羅斯島
羅斯島（英語：Ross Island）是南極洲的島嶼，由4座火山組成，位於維多利亞地對開的羅斯海，面積2,460平方公里，只有少許土地沒有被冰雪覆蓋，島上最高點埃里伯斯火山海拔高度3,794米，是全世界島嶼最高點中排名6。